# Seznam občin italijanske dežele Dolina Aoste
Seznam občin italijanske dežele Dolina Aoste.

## A
Allein - Antey-Saint-André - Aosta/Aoste - Arnad - Arvier - Avise - Ayas - Aymavilles

## B
Bard - Bionaz - Brissogne - Brusson

## C
Challand-Saint-Anselme - Challand-Saint-Victor - Chambave - Chamois - Champdepraz - Champorcher - Charvensod - Châtillon - Cogne - Courmayeur

## D
Donnas - Doues

## E
Emarèse - Eroubles

## F
Fontainemore - Fénis

## G
Gaby - Gignod - Gressan - Gressoney-La-Trinité - Gressoney-Saint-Jean

## H
Hône

## I
Introd - Issime - Issogne

## J
Jovençan

## L
La Magdeleine - La Salle - La Thuile - Lillianes

## M
Montjovet - Morgex

## N
Nus

## O
Ollomont - Oyace

## P
Perloz - Pollein - Pont-Saint-Martin - Pontboset - Pontey - Pré-Saint-Didier

## Q
Quart

## R
Rhêmes-Notre-Dame - Rhêmes-Saint-Georges - Roisan

## S
Saint-Christophe - Saint-Denis - Saint-Marcel - Saint-Nicolas - Saint-Oyen - Saint-Pierre - Saint-Rhémy-en-Bosses - Saint-Vincent - Sarre

## T
Torgnon

## V
Valgrisenche - Valpelline - Valsavarenche - Valtournenche - Verrayes - Verrès - Villeneuve